# Золото та срібло Іспанської Америки
Золото та срібло Іспанської Америки

## Відкриття Нового світу й перших родовищ золота
3-го серпня 1492 р. Христофор Колумб вивів три кораблі із залогою в 90 моряків із гавані іспанського порту Палос-де-ла-Фронтера, перетнув Атлантичний океан і 12 жовтня висадився на берег острова, названого ним Сан-Сальвадор (з ісп. — Святий Спаситель), де встановив прапор Кастилії. Це стало початком відкриття Багамських і Антильських островів, а пізніше (з 1502 р.) — материкової частини Америки (так званої — «Твердої землі»).
Жага золота рухала командою шхун Колумба. «Боже, зроби так, щоб я відкрив багаті поклади золота», — записав Колумб у корабельному журналі 6 грудня 1492 р., на другий день після висадки на острові Еспаньйола . Його знаменитий лист, відправлений з острова Сантьяго (Ямайка) іспанським монархам Фердинандові та Ізабеллі (друга експедиція), є справжнім гімном золоту. Між іншим повідомлялось, що загін, відряджений на пошук золота всередину Еспаньйоли (зараз о. Гаїті), знайшов багаті поклади розсипного золота серед пісків гірського району Кордильєра-Сентраль. Це перше відкриття золотого родовища в Новому Світі сталося в січні 1494 р. Колумб повідомляв також, що перше поселення на Еспаньйолі він заклав «у найкращому для видобутку золота місці».
Відкриття нових земель стало початком масштабного підкорення (так званої «конкісти») та феодальної колонізації Америки іспанськими завойовниками та поселенцями. Майже безперервні війни за визволення півдня Іспанії та Північної Африки від мусульман, що точилися протягом кількох сторіч, сформували славетне військове середовище конкістадорів, яке поповнившись дрібною іспанською шляхтою та численними авантюристами різних станів зуміло в стислі строки перемогти давні американські цивілізації ацтеків, майя, інків та ін. і заволодіти величезними скарбами, накопиченими тут протягом віків. «Провідною зіркою» для вибору напрямків військової експансії слугували свідчення про наявність золота на землях тих чи інших племен.
Слід відзначити, що видобуток золота та срібла в доколумбовій Америці розпочався принаймні з II ст. після Різдва, причому автохтонні цивілізації видобували його в умовах досить гармонійних суспільних відносин (без експлуатуючого рабства). Основні центри видобутку зосереджувались на території сучасної Мексики, Центральної Америки, Колумбії та Перу. Використовували найпростіші гірничі знаряддя праці з каменю та високоякісної бронзи (виробництво заліза не було відоме індіанцям). Для руйнування міцних порід застосовували вогневий спосіб видобутку. Значну частину золота діставали з розсипів.
Перші розробки золота європейцями розпочалися в Новому Світі на Антильських островах, причому корінні жителі самі вказували місця золотих покладів, не маючи й гадки про свою подальшу долю підневільних гірників. З 1494 по 1520 рр. тут видобуто близько 22 т золота (більша частина на Еспаньйолі — родовища Кордильєра-Сентраль і Сібао). Ціною цього металу було майже повне винищення аборигенного населення. Іспанські хроніки ХVI ст. свідчать, що більш як 80 % рабів-індіанців гинули вже протягом першого року роботи в копальнях. Крім того, масове залучення чоловічого населення на гірничі роботи значною мірою підірвало традиційний економічний устрій островів (садівництво, мисливство, рибальство), що призвело до голоду й поширення хвороб. Гірнича трудова повинність з часом розповсюдилася й на корінне населення материка, яке на відміну від архаїчних мешканців островів мало досить розвинений цивілізаційний рівень.
Проти нелюдських злочинів щодо індіанців виступили християнські священики, серед яких вирізнявся безкомпромісною позицією Бартоломео де Лас Касас. Особисто зустрівшись з королем Іспанії, він не побоявся провістити, що жахливі злочини конкістадорів проти індіанців приведуть „до Божого покарання й краху самої Іспанії”. Завдяки зусиллям церкви, починаючи з 1512 р. видавалися королівські закони, спрямовані на припинення свавілля колонізаторів до індіанців і введення системи бюрократичного контролю над масштабами їхньої експлуатації. Ці закони призвели до неочікуваних результатів колонізації континенту. Постійна нестача робочої сили для освоєння родовищ, „невідповідний” для рабської праці в рудниках характер індіанців і захист їх королівськими законами становили основу для ввезення численних невільників із Африки. Таким чином, освоєння надр Америки стало першопричиною найбільш масового в історії людства примусового переселення народів. При цьому жорстока експлуатація індіанців, всупереч королівським законам, зберігалася на більшості територій, хоча в дещо обмежених або прихованих формах. 
Перша колонія іспанців на материковій частині, що мала промовисту назву Золота Кастилія, виникла на карибському узбережжі сучасної Колумбії на початку ХVI ст. Сутички з войовничим корінним населенням постійно загрожували її існуванню, і конкістадор Васко-Нуньєс де Бальбоа з частиною колоністів перейшов у більш спокійні райони південно-східної Панами, де заснував перше європейське місто в Америці Санта-Марія де ла Антігва. Головною діяльністю його мешканців був обмін дешевих побутових речей та прикрас на благородні метали індіанців, яких вони мали безліч. За словами хроніста Хереса, один з касиків (шляхетних індіанців), спостерігаючи неосяжний для свого розуміння потяг білих людей до жовтого металу, пообіцяв показати іспанцям південну країну, де величезна кількість золота задовольнить всяку його потребу. Бальбоа звернувся до короля Фердінанда з проханням прислати загін з тисячі конкістадорів для завоювання «золотої країни», але не дочекавшись підкріплень (Іспанія спорядила вдвічі більше вояків, але призначила ними командувати не Бальбоа, а наближеного до короля Педро Аріаса де Авіла), вирушив 1 вересня 1513 р. із залогою з 190 воїнів і 600 індіанців на пошуки золота.
Загін перетнув гірські масиви Панамського перешийка й дістався берегів Великого Південного моря (чим відкрив для європейців Тихий Океан). Нові землі, які Бальбоа назвав Перу (дослівно «лечу» — почуття, що охопили його на вершині гірського хребта), були оголошені володіннями іспанської корони. Оскільки, за свідченнями індіанців, до омріяної «золотої країни» залишалося багато тижнів важкого шляху суходолом, Бальбоа вирішив повернутися у свою факторію й використати в майбутніх експедиціях морський шлях уздовж відкритого тихоокеанського узбережжя Твердої землі. Та доля розсудила інакше, і відкриття країни інків затрималось на два десятиріччя.

## Завоювання й гірнича колонізація імперії ацтеків
Тим часом інший конкістадор Ернан Кортес, призначений капітаном третьої (завойовної) експедиції в Мексику, висадився на мексиканський берег (квітень 1519 р.), а з часом затопив кораблі своєї ескадри, унеможливлюючи таким чином відступ конкістадорів і утверджуючи для них нову вітчизну, яку ще треба було вибороти у войовничих ацтеків. Уже перші дари, які імператор ацтеків Монтесума II відправив Кортесу через своїх послів, захопили іспанців перспективою оволодіння небаченими скарбами. Біограф Кортеса К. Дюверже писав з цього приводу: «Золото постало у всіх можливих варіантах: розкішні прикраси та ритуальні предмети свідчили про високий художній талант мексиканських золотарів, а масивний сонячний диск із золота ще більше розпалював апетити іспанців. Тут були кулони, щипчики, намиста, сережки, зливки, самородки, золотий пісок, насипаний у порожнисті стержні цінних пір'їн, — словом усе, що могло розпалити уяву конкістадора».
Завоювання імперії ацтеків і створення на їх землях Нової Іспанії мало характер гострого військового протистояння, перемога в якому дісталася Кортесу значною мірою завдяки підтримці численних індіанських племен, що ворогували з ацтеками. Вилучені величезні багатства (особливо в столиці Теночтітлані, яка на момент захоплення була одним із найбільших і найбагатших міст на землі) передавалися іспанському королю. Загалом «добування» коштовних металів спочатку було розбійницьким пограбуванням самобутніх індіанських цивілізацій, повсюдне вилучення обрядового начиння, оздоблення палаців, храмів і гробниць, ювелірних виробів у населення. Але це не могло тривати вічно. З часом розпочиналась розвідка родовищ, причому основною «пошуковою ознакою» слугувала наявність золота та срібла у мешканців тих чи тих районів, а також покази місцевого населення. Видобуток здійснювали робочою силою індіанців чи ввезених африканців, причому варто подиву те, що загони з кількох сотень іспанців організовували гірничі роботи із залученням десятків тисяч невільників. Перші професійні гірники та спеціалісти-золотарі прибули на Еспаньйолу 1504 р. разом з Ернаном Кортесом, але більшість гірничих розробок довгий час залишалися на рівні примітивного виробництва.
Уже 1522 р., через рік після падіння імперії ацтеків, іспанці почали розробку багатих на срібло і золото поліметалічних родовищ Пахука та Реаль дель Монте поблизу Мехіко. Головна жила родовища Пахука була простежена більш ніж на 15 км і сягала товщини 4,8 м. Паралельні жили створювали систему, поєднану діагональними прожилками. Рудні поклади були витягнуті за простяганням більш ніж на 900 м. Крім срібла, тут добували свинець та золото. Один із перших підземних рудників срібла заснували іспанці 1525 р. на території сучасного мексиканського штату Халіско (центральний захід країни). 1543 р. відкрито надзвичайно багатий рудний район Гуанахуато, що лежить на північному заході за 400 км від Мехіко. Срібно-золотій гідротермальній мінералізації тут підпали потужні гірські розломи Вета-Мадре з довжиною за простяганням 24 км, Сьєрра — 13 км та Ла-Лус — 8 км. Рудні тіла представлені жилами у вигляді потужних плит, лінз і штокверків, що падають під кутом 400—650. Вета-Мадре (ісп. «материнська жила») вважається однією з найбільших срібних жил світу. В північно-західній частині вона навіть вважалась пластовою, сягаючи суцільної товщини на руднику Валенсіана близько 150 м. В інших місцях жили товщиною від 1,5 до 10 м також частково поєднувалися між собою за падінням і простяганням. Упродовж майже 400 років експлуатації рудників Гуанахуато тут добуто 32 тис. т срібла й 130 т золота.
1591 р. відкрито потужне мексиканське родовище срібла Сан-Луїс (Центральна Мексика), багатий видобуток якого дозволив вже за кілька років заснувати в місті рудокопів один із перших університетів Америки. З 1600 р. експлуатується багате гідротермальне родовище Ель-Оро (Північно-Західна Мексика), на якому видобуто близько 170 т золота.
Формально родовища й копальні належали іспанській короні, але практично ними володіли першовідкривачі, сплачуючи в королівську скарбницю п'яту частину видобутку. Такий підхід значною мірою стимулював пошуки та експлуатацію нових родовищ. У перші роки після завоювання Мексики в грошовому обігу перебували шматочки срібла, які відповідали за вагою іспанським монетам. З іспанської «вага» — «песо». Ця назва закріпилася за грошовою одиницею Іспанії та Мексики, а пізніше — і в інших іспанських колоніях. 1536 р. в Мехіко розпочато карбування монет. Примітно, що в період між 1536 та 1888 рр. на 11 монетних дворах Мексики викарбували близько 3 млрд срібних мексиканських песо, значна частина яких послужила монетним дворам Європи за матеріал для карбування власних монет.

## Золото інків
Ще більші здобутки мали іспанські конкістадори на шляхах освоєння Південної Америки. 1533 р. конкістадор Франсіско Пісарро, продовжуючи справу Васко-Нуньєса де Бальбоа, завоював Перу й підкорив столицю імперії інків Куско. Держава інків, яка виникла в ХIV ст. і об'єднала давні цивілізації гірського поясу Анд, вражала величними архітектурними пам'ятками, культовими спорудами, брукованими дорогами, що простяглися на тисячі кілометрів, а також високим рівнем золотарства й багатством коштовних виробів.
Інки вклонялися Сонцю й збудували близько 300 храмів, оздоблених величезною кількістю дорогоцінних прикрас. Найславетніший храм Коріканча («золота обитель») розташовувався в Куско. Наведемо фрагменти його описів (за відомим латиським географом і письменником Артуром Лієлайсом): «У великому „золотому“ залі храму, стіни якого були викладені золотими пластинами, можна побачити зображення трьох богів… Зображення бога Сонця — золотий диск з викарбуваним на ньому чоловічим обличчям в обрамленні променів — містилося на західній стіні… Місяць був зображений у вигляді великої овальної золотої пластини, на якій теж було викарбувано людське обличчя. Там була й золота статуя людини на зріст як десятирічна дитина (бог Віракоча — авт.)… У головному залі в золотих кріслах сиділи мумії володарів-небіжчиків, там стояв також чудовий золотий трон, на якому під час релігійних церемоній сидів живий сапа інка. У храмі Сонця струмувало п'ять фонтанів. Золотими трубами вода надходила в кам'яні, золоті й срібні басейни, де мили жертовних тварин і плоди. Увесь численний посуд та інші предмети, що використовувались під час релігійних церемоній, виготовляли із золота і срібла… Біля храму ріс „золотий сад“, присвячений богові Сонцю, де були відлиті чи викувані із золота дерева, кущі, квіти, а також лами, птахи, плазуни й статуї людей».
Усі ці чудові витвори мистецтва були згодом пограбовані і здебільшого знищені (переплавлені на зливки). Тільки в Куско іспанці взяли величезну здобич — близько 1,1 т золота й 15 т срібла. Сумно відомий викуп, отриманий конкістадорами за володаря інків Атауальпу (віроломно страченого завойовниками) становив 5,5 т золота й 11,8 т срібла. Про високий мистецький рівень цих прикрас свідчив великий німецький художник А. Дюрер, якому пощастило оглянути в палаці іспанських намісників Нідерландів багаті скарби, привезені з Америки. Серед іншого — золотий диск діаметром більш як 2,1 м. «Я протягом усього свого життя, — писав Дюрер, — не бачив нічого, що б так потішило моє серце». Цей скарб згадує в поемі «Біміні» Генріх Гайне: 
"В храмі Кіто Лопес Вакка
Золоте поцупив сонце –
Більше тонни в нім було;
Він програв тієї ж ночі
Все то золото у кості,
І відтоді пішло прислів'я: «Це той Лопес, що процвиндрив Сонце перед сходом сонця…»
Майже відразу після масштабного вилучення благородних металів у індіанців, розпочалися пошуки місць, у яких ці метали видобувалися. Основні пошукові експедиції спрямовувались на південь. У ґрунтовній «Хроніці Перу» Педро Сьєса де Леона (1553 р.) відзначалося, що багаті копальні золота індіанців зосереджувалися в долині Чукіабо, поблизу озера Тітікака. Протягом кількох десятиріч у глибоких ущелинах, утворених перуанськими ріками, під іспанським наглядом були споруджені тисячі невеликих виробок (ніш та штолень), у яких видобували руди благородних металів.
На півночі тогочасного Перу (тепер це територія Колумбії) найбільший успіх у розвідках родовищ сприяв експедиції капітана Хорхе Робледо та командора Ернана Родрігеса де Соса, які 1539 р. відкрили у верхів'ях ріки Каука Магдалена (190 км західніше Боготи) багате розсипне й жильне золото, освоєння якого поклало початок славнозвісним колумбійським рудникам Ансерма та Кімбайя. Хронікер писав: «Конкістадори виявили великі ливарні для виплавляння золота, а також тиглі й деревне вугілля. Поблизу підошви цього гірського пасма розташовані великі золоті й срібні рудники». Далі Педро Сьєса де Леон відзначив склад старательських груп по видобутку розсипного золота: «Усі місцеві ріки багаті на золото. Я був у цім місті (Кімбайя — авт.) у минулому 1547 р.; за три місяці було видобуто золота на 15 000 песо; у кожній групі старателів було три або чотири негри та декілька індіанців».
Видатний український поет Юрій Клен, захоплений історією конкісти, писав у славнозвісних «Конкістадорах»: «Це вам, відважним хижакам, Скорились мудрі перуанці.
Ще й досі буря трубить нам
Про вас, дзвінкої слави бранці…
О золото глибоких надр, Що хвилями усе затопить!
О золото пекуче ватр,
Що захлинулась ним Європа!»
У ХVI ст. тільки в одному рудному районі Ансерма видобули 116,5 т золота (близько 18 % світового видобутку). На початку ХVII ст. було виявлене гігантське корінне родовище золота Тітірібі (розташоване за 62 км на південний захід від Медельїна), яке забезпечило світове лідерство Колумбії у золотовидобутку більш ніж на два сторіччя. У період між 1600 і 1700 рр. на рудниках Колумбії видобуто 318 т золота (майже 40 % світового видобутку), а в ХVIII ст. країна ще більше зміцнила своє лідерство. Загалом рудники Колумбії дали понад 50 % всього золота Іспанської Америки. Вичерпання колумбійських покладів та істотне зменшення видобутку спостерігалися в першій половині ХIХ ст., коли золотовидобуток Колумбії поступився Бразилії (1824 р. у бразильському штаті Мінас-Жерайс, тобто «рудники дорогоцінностей», було відкрито одно з найбільших родовищ Південної Америки Морру-Велью, яке дало близько 350 т золота).
Невгамована жага золота й велика здобич, відібрана конкістадорами у індіанців, породили легенди про дивну золоту країну Ельдорадо, «де незчисленні скарби такі ж буденні, як в нас звичайний дикий камінь». Назва «Ельдорадо» перекладається як «золота людина» і реально пов'язана з церемонією племен чибча-муїсків (південна Колумбія) на порозі «інавгурації» золотити вождя (обмазувати його тіло глиною й обсипати золотим піском). У високогірному районі колумбійських Анд (південніше Боготи), у кратері погаслого вулкану лежить озеро Гуатавіта, у якому індіанці проводили ритуал посвячення молодого вождя в правителі. Після того, як вождь змивав у водах озера золото зі свого тіла, індіанці кидали в воду свої золоті прикраси й церемоніальні предмети. Оповіді про жертвування богам золота, яке скидали з бальсових плотів у води священного озера, збуджували жадібність конкістадорів. Перший експедиційний корпус досяг Гуатавіти 1536 р., причому із тисячної залоги до мети дійшли лише 170 конкістадорів. Пограбувавши місцевих індіанців вони не змогли підняти основних скарбів із дна озера.
1580 р. торговець із Боготи А. де Сепулверде привів до озера Гуатавіта близько 8 тис. індіанців для ведення масштабних гірничих робіт. Його проект передбачав спорудження величезного щілиноподібного кар'єру (каналу), який мав би врізатися в берег озера й забезпечувати спускання води, що дало б доступ до скарбів його дна. Проєкт здійснено лише частково. Обвалення порід перешийка й прорив води призвели до загибелі сотень індіанців. Велетенський слід від гірничих робіт експедиції Сепулверде зберігався довгі часи. Проведений «видобуток» з дна озера виявив значно меншу кількість золота, ніж очікувалось. Проте, іспанському королю Філіпу II були доставлені із Гуатавіти нагрудні панцирі, посохи й ювелірні вироби з чистого золота й коштовних каменів.
Більшість конкістадорів не обмежилась легендами про золоте озеро й продовжувало шукати «справжнє» Ельдорадо, жадане місто золота. У 1541 р. пошукову експедицію провів сподвижник завойовника Перу Ф. Пісарро іспанець Ф. де Орельяна. Він перетнув Південну Америку в найбільш широкій її частині й серед іншого відкрив головну ріку континенту, назвавши її Амазонкою. Завдяки Орельяні легенди про Ельдорадо набули широкого розголосу в Європі. Протягом майже 250 років європейці організовували численні пошукові експедиції в райони східних схилів Анд, у джунглі перуанської Амазонки, на гірські плато Колумбії та Гаяни. Ельдорадо відшукати не вдалося, проте зібрано багатий географічний і етнографічний матеріал, який прислужився науці. Численні письменники й поети оспівували магічну привабливість Ельдорадо, а дехто (наприклад, Вольтер у повісті «Кандид або Оптимізм») навіть відтворювали, даючи волю своїй уяві, звичаї та вдачу мешканців цієї країни. Символічного значення набули рядки відомого вірша Едгара По «Ельдорадо», у якому конкістадор, що марно віддав усе життя пошукам золотої країни, зустрівши на якомусь з безкраїх шляхів привида, розпитує дорогу навіть у нього: 
"Каже привид:
«Поглянь, —
Там, де обрію грань,
Видко гір нерухому громаду;
От туди твоя путь,
Щоб аж їх перетнуть,
Якщо хочеш знайти Ельдорадо!»
Для корінного населення Америки була незбагненна маніакальна пристрасть конкістадорів до золота. На питання індіанця, чому білі люди так люблять жовтий метал, Кортес був вимушений дати філософську відповідь, начебто вони страждають особливою хворобою серця, вилікувати яку може лише золото. Лас Касас в своїх нарисах описав історію вождя одного з індіанських племен, якому вдалося втекти із захопленого іспанцями острова Еспаньйола на Кубу. Він застерігав, що Бог білої людини — золото, й радив усім кинути його в ріки, щоб конкістадори не знайшли своє божество і дали населенню спокій. У занотованих індіанських переказах сказано про білих прибульців: «Наче мавпи, хапали вони золото, мружачись і кривляючись від задоволення, немов воно якимсь яскравим світлом осявало їхні серця». Як слушно зауважив Гайне: 
«Стало золото девізом,
Бо лише воно, як звідник,
Легко кожному давало
Рай земної насолоди.
Стало злото першим словом
Для іспанця, що заходив
До індійської халупи, –
Він води просив лиш потім…»

## Срібло Південної Америки. ФеноменПотосі
Не менш промовистою сторінкою опанування надр Південної Америки є численні розробки срібних покладів, більшість із яких були найпотужнішими родовищами свого часу. Розглядаючи карту континенту, може здатися, що головні родовища зосереджувалися в Аргентині (назва якої перекладається з латини, як «срібна країна»), зокрема в басейні ріки Ла-Плата (дослівно — «срібна ріка», «плата» з іспанської — «срібло»). Насправді — це найменш багата на срібло територія Америки. Помилкові географічні топоніми, породжені великою кількістю срібла, яку конкістадори виявили у місцевих мешканців, але його походження пов'язано з індіанцями племені кечуа, які видобували метал на території сучасної Болівії та торгували з племенами басейну Ла-Плати.
Основним районом зосередження срібних родовищ була південна частина давнього Перу (територія сучасних Перу та Болівії), де у ХVI ст. були засновані срібні рудники в Кастровіррейні (1555 р.), Оруро (1595 р.), Серро-де-Паско (1630 р.), але найбільш грандіозним родовищем виявилося Серро-Ріко-де-Потосі (1544 р.). За даними акад. В. І. Вернадського, з початку експлуатації болівійського родовища Потосі, ввезення срібла в Європу за період 1546—1560 рр. порівняно з періодом 1521—1545 рр. збільшилось у десять разів. Сумарний видобуток срібла становив тут за 300 років експлуатації понад 35 тис. т.
Перші срібні рудники іспанських конкістадорів в Перу постали на початку 40-х років ХVI ст. на місці розробок інків у горі Порко (провінція Чаркас, південно-західна Болівія), де було засноване Срібне містечко. Історик Педро де Сьєса де Леон у «Хроніці Перу» (1553 р.) так описує ці події: «У цій горі Порко, що лежить біля Срібного містечка, були копальні, звідки видобували срібло для правителів. Стверджують, що багато срібла з храму Сонця Коріканча було видобуто саме з цієї гори; іспанці також багато його видобули. У цьому році підготовлено шахту Фернандо Пісарро, яка за рік принесе йому прибутку більш ніж на 200 тис. песо… Оскільки гора Порко здавна була дуже багатим місцем, то й тепер припускають, що вона залишиться такою назавжди. У багатьох прилеглих до Срібного містечка горах виявляли давні срібні рудники. Вважають, що цього металу тут стільки, що хто б його не шукав і не розробляв, видобуде його не набагато менше, ніж видобувають заліза у провінції Біскайя».
Думка автора «Хроніки Перу» виявилась пророчою і з часом відкрили найбагатше родовище Серро-Ріко-де-Потосі. Згідно з «Достеменним коментарем до історії держави Інків» Інки Ґарсіласо де ла Веґи (опублікованим у 1609 р.), Багата Гора (Серро-Ріко) була відома вже одинадцятому володарю імперії інків Уайна Капаку, який 1462 р. «вирушив до Порко і Андаккауа, багатих шахт, з яких були видобуті численні арроби (міра ваги, близько 10 кг — авт.) срібла». По дорозі він побачив гору (майбутню Потосі) і вражений її красою сказав придворним: «Ця гора без сумніву повинна мати срібло у своєму серці» та наказав принести сюди знаряддя та розпочати роботу. За легендою, слуги зробили це й віднайшли багаті срібні жили, що виходили на поверхню, та коли спробували розробляти їх, громоподібний шум струсонув гору і гучний голос наказав: «Не беріть срібло з цієї гори. Бог охороняє його для тих, хто прийде пізніше». Інки повернулися до царя та розповіли про це застереження. З тої пори срібло залишалось тут недоторканим, а гора дістала назву Потосі (від «потоксі» — «голос»).
Іспанці, що мали відомості про цю гору від індіанців, відшукали її 1544 р., але самостійно виявити руду не змогли. На поверхневі виходи срібних покладів їм вказав індіанець-пастух Уальпа (Гуалчі). Офіційний титул «першовідкривача й засновника» найбагатшого срібного рудника всіх часів дістав хазяїн індіанця, конкістадор Хуан де Вільяроель, який завдяки цій великій знахідці був призначений віцекоролем Нового Світу. 1545 р. Вільяроель привів до Багатої Гори 170 іспанських поселенців та 3 тис. індіанців і заснував тут місто Потосі. Завдяки незліченним скарбам срібної гори вже за чверть століття населення міста досягло 120 тис. осіб, а до середини ХVII ст. — перевищило 180 тис., що становило понад третину всього європейського населення Америки тих часів.
У ХVII ст. Потосі було найбільшим і найвпливовішим містом Нового Світу, до якого звертали погляди творчі люди усієї Європи. Багатства Потосі притягували сюди найвідоміших архітекторів, скульпторів, художників, поетів і подвижників церкви. Тут діяло 86 християнських храмів, а багато вулиць були справжніми шедеври іспанської колоніальної архітектури (місто занесене до Списку світової культурної спадщини ЮНЕСКО, хоча значна частина автентичних пам'яток була втрачена). Безсмертний Дон Кіхот у романі Сервантеса, оцінюючи гідну винагороду для Санча Панси, констатує, що «всіх скарбів Венеції й покладів Потосі не старчило б мені» (що свідчить про Потосі, як про загальновідомий символ багатства). Герб Потосі вінчався написом «Найвідданіше місто короля» («Muy Leal Ciudad Real»). За однією з версій, знак монетного двору Потосі (переплетені букви «PTSI») став прообразом знака долара США. Потосі було розташоване на висоті 4090 м над рівнем моря, що робило його одним з надзвичайних міст середньовічного світу.
Осадові й вулканічні породи Багатої Гори (висота 4824 м), що є погаслим вулканом, прорвані штоком порфірів розміром 1700×1200 м. Шток має форму перевернутого конуса, а на нижніх горизонтах переходить у дайку товщиною близько 50 м. На родовищі виявлено 35 великих рудних жил, що заповнювали тріщини розривів. Їхня довжина за простяганням становила від 300 до 1700 м, а середня товщина — 0,6 м. Руди представлені сріблом (самородні й мінеральні утворення) й оловом (каситерит).
Видобуток і транспорт срібла довгий час здійснювали індіанці, які відбували накладену колонізаторами трудову повинність (міту). Спочатку від них вимагали лише сплати визначеної міри срібла. Цю організацію робіт описав в «Хроніці Перу» Педро де Сьєса де Леон, який побував тут у 1549 р.: «Заволодівши цими рудниками, іспанці почали видобувати срібло, причому організували це таким чином: тому, кому належала шахта, індіанці, що до неї потрапили, сплачували одну марку, а якщо жила була багатою, то 2 марки щотижня. Якщо шахти не було, індіанці мусили давати своїм сеньйорам-енкомендеро пів марки щотижня. Стільки людей сходилось видобувати срібло, що це місце видавалося величезним поселенням». Далі автор стверджує, що відомі європейцям способи витоплення срібла за допомогою повітродувних міхів, не спрацьовували з рудами Потосі, тому всі плавлення проводили індіанці своїми давніми методами. "Щоб витопити метал, вони робили декілька глиняних форм, подібних до іспанських глиняних горщиків для квітів з численними отворами з боків або повітроводами. У них клали вугілля, а зверху — метал, ставили на пагорбах чи схилах, де вітер віє з найбільшою силою, й таким чином витоплювали срібло, яке очищали за допомогою маленьких міхів, або трубок, через які вдували повітря. Таким чином була отримана вся сила-силенна срібла, що вийшла з цієї гори.
Індіанці йшли з рудою на навколишні вершини добувати срібло, беручи глиняні форми, які звуться „гуайрас”. Вночі їх стільки палає по всіх полях і узгір’ях, що вони видаються лампадами. У той час, коли віє нестерпний вітер, срібло видобувають великими кількостями, коли ж вітру немає, то й грама срібла не можуть отримати. Тому, так само як для навігації в морі, вітер корисний і тут для витоплення срібла”.
Далі хронікер підкреслює доволі сприятливі для індіанців умови заробітку, що було пов'язано з тим, що вони знали секрети срібного витоплення: «Оскільки над індіанцями не було наглядачів і не можна було простежити, скільки ж срібла насправді вони отримали, тому що вони несли його для витоплення в гори, вважають, що багато з них збагатилися й принесли у свої землі величезні кількості цього срібла. Це було причиною того, що з усіх боків королівства в Потосі сходилися індіанці, щоб мати собі користь, оскільки для цього у них був такий добрий засіб (технологія витоплення й очищення срібла — авт.)». Підтвердження цих думок знаходимо в описі торгівлі в Потосі — в одному з найбільших світових ринків, де індіанці були шанованими покупцями.
Ситуація кардинально змінилася наприкінці ХVI ст., коли прибулі гірники з Німеччини впровадили технології амальгамації та рафінування срібла. Знання та досвід індіанців перестали бути корисними для володарів шахт і автохтонне населення почали використовувати здебільшого на важких гірничих роботах як невільників. Гора Потосі стала символом багатства надр Америки й, одночасно, трагедії її корінних жителів. Робочих рук катастрофічно бракувало. Власники рудників влаштовували справжні полювання на індіанців по всьому континенту. Людолови приводили дедалі нові й нові партії рабів-індіанців, але смертність на рудниках і збагачувальному виробництві була настільки високою, що майже ніхто не доживав до кінця встановленого п'ятирічного строку примусових робіт (основна маса робітників гинула протягом першого року трудової повинності). Особливо нестерпним для індіанців-сонцепоклонників було те, що вони решту життя проводили у горі й не могли бачити свого божества. Глибоко під землею розташовувались не тільки вибої гірничих виробок, але й житла-в'язниці, лікарні та цвинтарі гірників-індіанців.
Розробляючи руди, використовували найпростіші ручні знаряддя праці. Розкривні виробки — це штольні й похилі стовбури невеликої площі перерізу, яких на різних рівнях гори Потосі було споруджено понад 2 тисячі. Видобувні виробки це вузькі лази, у яких міг розміститися лише один робітник, працюючи навколішки. Швидко знесилюючись від тяжкої праці, нестачі повітря й незручного положення у виробці індіанець у зазначений час відповзав від вибою й замінювався іншим невільником.
Через отруєння ртуттю гинуло ще більше людей, ніж від тяжкої праці у вибоях. У так званому «процесі патіо», що використовувався для очищення срібла, руда подрібнювалась, змішувалась із ртуттю з утворенням амальгами, причому процес перемішування речовин здійснювався голими ногами індіанців. Після цього ртуть усувалася із суміші шляхом випарювання з утворенням великої кількості смертоносних парів. Сумарна лічба жертв на рудниках Потосі йшла на мільйони індіанських життів.
За період 1545—1600 рр. на всіх рудниках Європи видобуто тільки 1,9 тис. т срібла, тоді як з Перу (в основному з Потосі) в іспанську Севілью під конвоєм кораблів славетної Срібної армади доставлено більш як 7 тис. т срібла (приблизно така ж кількість металу, за оцінками істориків, була втрачена внаслідок аварій кораблів та піратських нападів, підтримуваних таємними зусиллями Англії, Франції та Нідерландів). Про розмах піратської діяльності може свідчити відомий епізод прибуття до порту Плімут у вересні 1580 р. «Золотої лані» англійського мореплавця й пірата Френсіса Дрейка. Як свідчать документи, тільки в Тауер доставили 20 т срібла, п'ять зливків золота довжиною 45 см кожний, коштовні камені. При тому королева Єлизавета офіційно дозволила Дрейку залишити собі коштовностей на 10 тис. фунтів стерлінгів і стільки ж видати екіпажу. Можна тільки здогадуватися, скільки коштовностей награбували сотні піратських кораблів за ХVI—ХVIII ст.
Протягом першої половини ХVII ст. в Іспанію з Америки доставлено близько 15 тис. т срібла, що призвело до занепаду багатьох срібнодобувних центрів Європи, які не могли конкурувати з заморськими багатими родовищами в умовах зниження вартості срібла. Слід зауважити, що потужний розвиток гірництва в Іспанській Америці відродив розвиток ртутних рудників в Альмадені (Іспанія). Добування срібла шляхом амальгамації потребувало величезної кількості ртуті, яку доставляли іспанські судна (був навіть створений особливий «ртутний флот»). Між Потосі та Альмаденом через океан простяглися шляхи взаємодопомоги, які забезпечували виробництво іспанського срібла до відкриття багатих ртутних родовищ в Уанкавелиці (Перу).
Ернст Самгабер у своєму класичному «Описі Південної Америки» так оцінив срібну хвилю, що прокотилася від Анд по всьому світу: «Із Потосі вирвався срібний струмінь і полився далеко за океан в Іспанію, яку наповнив багатством і могутністю. Настала щаслива епоха для іспанського господарства, мистецтва й науки. З Іспанії срібло потекло далі й перетворило маленьку Португалію на сильну світову державу, для якої майже на століття була забезпечена монополія торгівлі навколо Африки та в Індійському океані. Але й там не зупинився срібний потік; він перекинувся через Піренеї, розлився по Франції й на його животворних наносах пізніше, в сімнадцятому сторіччі розквітла епоха „Короля Сонця“ з його казковою розкішшю. Але ще раніше срібний потік проник у Голландію й зробив цю маленьку країну найбільшим у світі фрахтівником. Уся сила й велич Голландії спиралася на торгівлю зі Сходом за іспанське срібло. На ньому виросла й світова імперія Великобританія. На узбіччі залишилися тільки ті країни, які до цього стояли на чолі європейської історії: Італія та Німеччина. Великий історичний розвиток, початок якому поклав Потосі, їх оминув».
Не слід вважати, що потоки американського золота й срібла принесли в Іспанію лише благополуччя та добробут. Надходження великої кількості грошових металів підточувало силу чинних економічних законів і політичних рівноваг. Піднесена до слави й могутності Іспанія через деякий час потрапила в хаос інфляції та економічного застою. Згасли стимули до розвитку виробництва, а величезні ресурси йшли на придбання предметів розкоші й ведення численних воєн. В економічній науці з часом з'явився термін «іспанська недуга», який трактує багатство мінеральними ресурсами як прокляття для економічного розвитку країни. І все ж, у тектонічних зрушеннях історії, що зумовили зміну середньовічних відносин Новим часом, срібло Потосі було одним із найбільш дієвих важелів.